# Enzo Cucchi

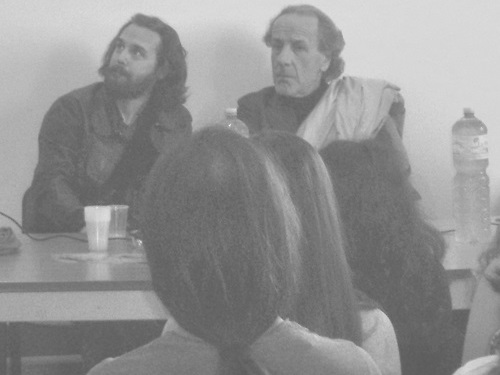
Enzo Cucchi (a la dreta) durant una trobada amb alumnes de l'accademia di belle arti di Palermo el 13 de novembre de 2014

Enzo Cucchi (Morro d'Alba, província d'Ancona, Itàlia, 14 de novembre de 1949) és un artista, pintor i escultor italià.

## Biografia
De formació autodidacta, comença en un àmbit conceptual, aterrant després a la figuració, i convertint-se en un dels principals exponents del nucli històric de la Transavanguarda italiana, temàtica d'Achille Bonito Oliva. En les obres sobre tela, acompanyades de nombrosos dibuixos i sovint presentades amb textos poètics escrits pel mateix artista, es reapropia amb una mirada visionària del mite, de la història de l'art i de la literatura (Cani con lingua a spasso, 1980 i Eroe senza testa, 1981; Sia per mare che per terra, 1980), donant vida a composicions de gran intensitat simbòlica, en les quals sovint el món és representat com a camp de batalla entre dos principis oposats.
Després de grans composicions amb l'ús del carbó i del collage, va experimentar amb diversos materials, entre els quals terra, fusta cremada, tubs de neó i ferro (en la sèrie Vitebsk-Harar dedicada a Arthur Rimbaud i Kazimir Malèvitx), abraçant alhora una utilització gairebé caravaggiesca de la llum, que li ha donat efectes de profunditat espacial.
El 1986 va respondre a la crida del galerista napolità Lucio Amelio que, després del sisme de l'Irpinia del 1980, havia demanat als més grans artistes contemporanis de l'època realitzar una obra que tingués com a tema el sisme, incorporant-ho a la col·lecció Terrae Motus. La seva obra Senza titolo és constituïda de quatre panells de ferro envellits i rovellats, que vol fer referència a la violència de la usura del temps, al centre dels quals s'aixeca un vaixell, imatge simbòlica de l'artista. Ha realitzat també algunes escultures i la decoració de la capella de Monte Tamaro, prop de Lugano (1992-94, de l'arquitecte Mario Botta).

## Distincions
Commendatore Ordine al Merito della Repubblica Italiana el 2 de maig de 2012.

## Enzo Cucchi en els museus

### Museus a Itàlia
- Centre per l'Art contemporanea Luigi Pecci de Prato
- Galeria Nacional d'Art Modern i Contemporani de Roma
- Palau de Capodimonte de Nàpols
- Col·lecció Terrae Motus de la Palau Reial de Caserta

### Museus a l'estranger
- Institut d'Art de Chicago de Chicago
- Galeria Nacional San Marino
- Museu d'Art Modern de Nova York de Nova York
- Tate Gallery de Londres
- Centre Pompidou de París
- Museu Cantonale d'Art de Lugano
- Museu del Louvre de París

## Cinema
- Entre el 2000 i el 2007 el director alemany Georg Brintrup va rodar la pel·lícula "Enzo Cucchi", producció de Lichtspiel Entertainment,[5][6]